# Меджерда
Меджерда (араб. نهر مجردا) — річка на Півночі Африки, яка протікає на території Алжиру і Тунісу.
При довжині близько 460 км. – це найдовша річка Тунісу. Свій початок Маджерда бере на північно-східних відрогах гірської системи Тель-Атлас (Алжир), потім тече на схід через Туніс, між хребтами Могодс і Крумірія і впадає в Туніську затоку Середземного моря.
Витрата води - від 3-4 м³/сек влітку до 1500-2500 м³/сек (рідше - до 13 тис.) після зимових дощів. Це єдина річка Тунісу, яка не пересихає навіть під час літньої посухи.
Річка протікає в пустельній місцевості, тому має велике значення для місцевих жителів. Долина річки важливий сільськогосподарський район, тому води річки широко використовуються для зрошення в сільському господарстві. На річці побудовано кілька дамб, створені водосховища.
Річка завжди відігравала важливу роль, і була основним водним шляхом Тунісу. Біля річки були побудовані такі важливі міста як Утіка і Карфаген. Також збереглися руїни будівель багатьох народів (бербери, фінікійці, пуни, маври, римляни, вандали, греки, візантійці, араби, османи). У долині річки знайдені такі пам'ятки як арка Александра Севера, руїни Форуму і Капітолія, храм Сатурна, святилище Юнони, будинки з мозаїками, а також театр на 3500 місць, врізаний в схил гори.

## ГЕС
На річці розташовано ГЕС Сіді-Салем.